# 남성 금지구역
남성 금지구역은 한국에서 제작된 김달웅 감독의 1966년 영화이다. 태현실 등이 주연으로 출연하였고 홍성칠 등이 제작에 참여하였다.

## 출연

### 주연
- 태현실
- 강미애
- 손미희자
- 한은진

## 제작진
- 조명: 김인수
- 미술: 홍명기